# Monelata
Monelata is een geslacht van vliesvleugelige insecten uit de familie Diapriidae.

## Soorten
- M. aphrodite (Nixon, 1980)
- M. cincta (Haliday, 1857)
- M. clavigera Priesner, 1953
- M. pallipes Priesner, 1953
- M. parvula (Nees, 1834)
- M. petiolaris (Nees, 1834)
- M. rozieri (Maneval, 1939)
- M. rufipes Kieffer, 1909
- M. solida (Thomson, 1859)